# Naundorf (Bobritzsch-Hilbersdorf)

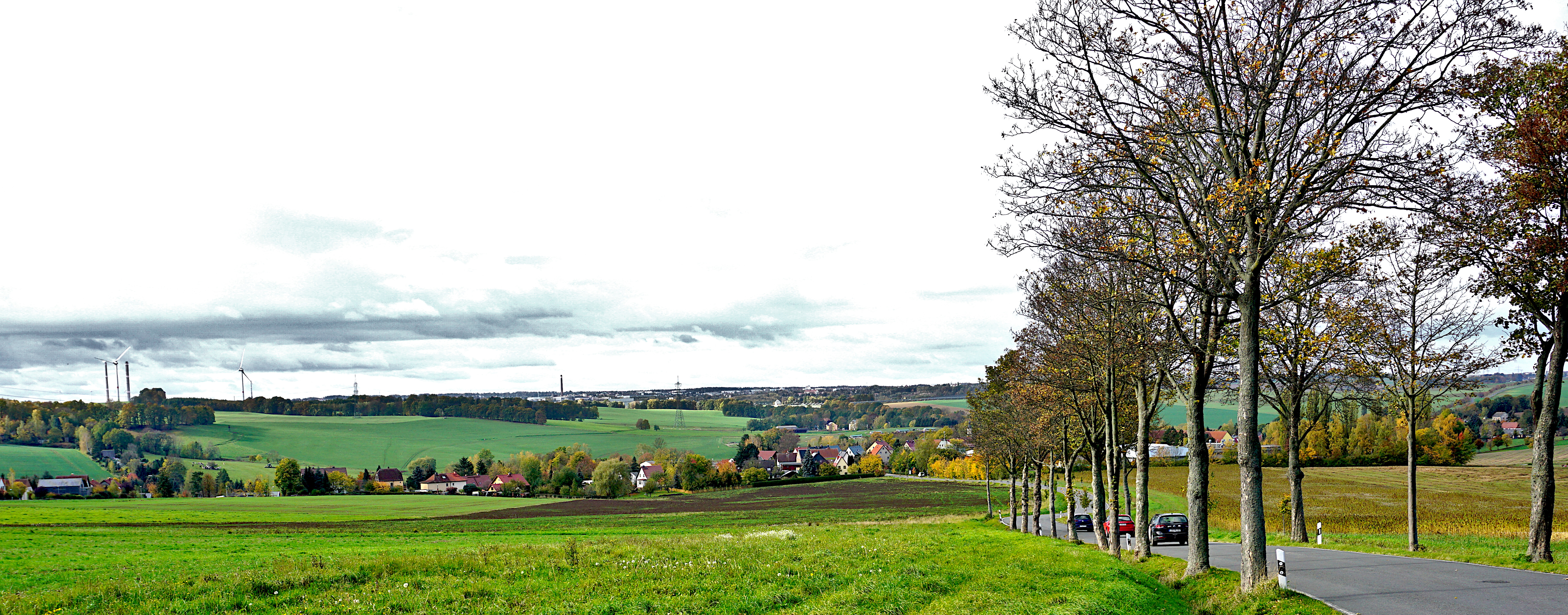
Naundorf vom Osten aus.

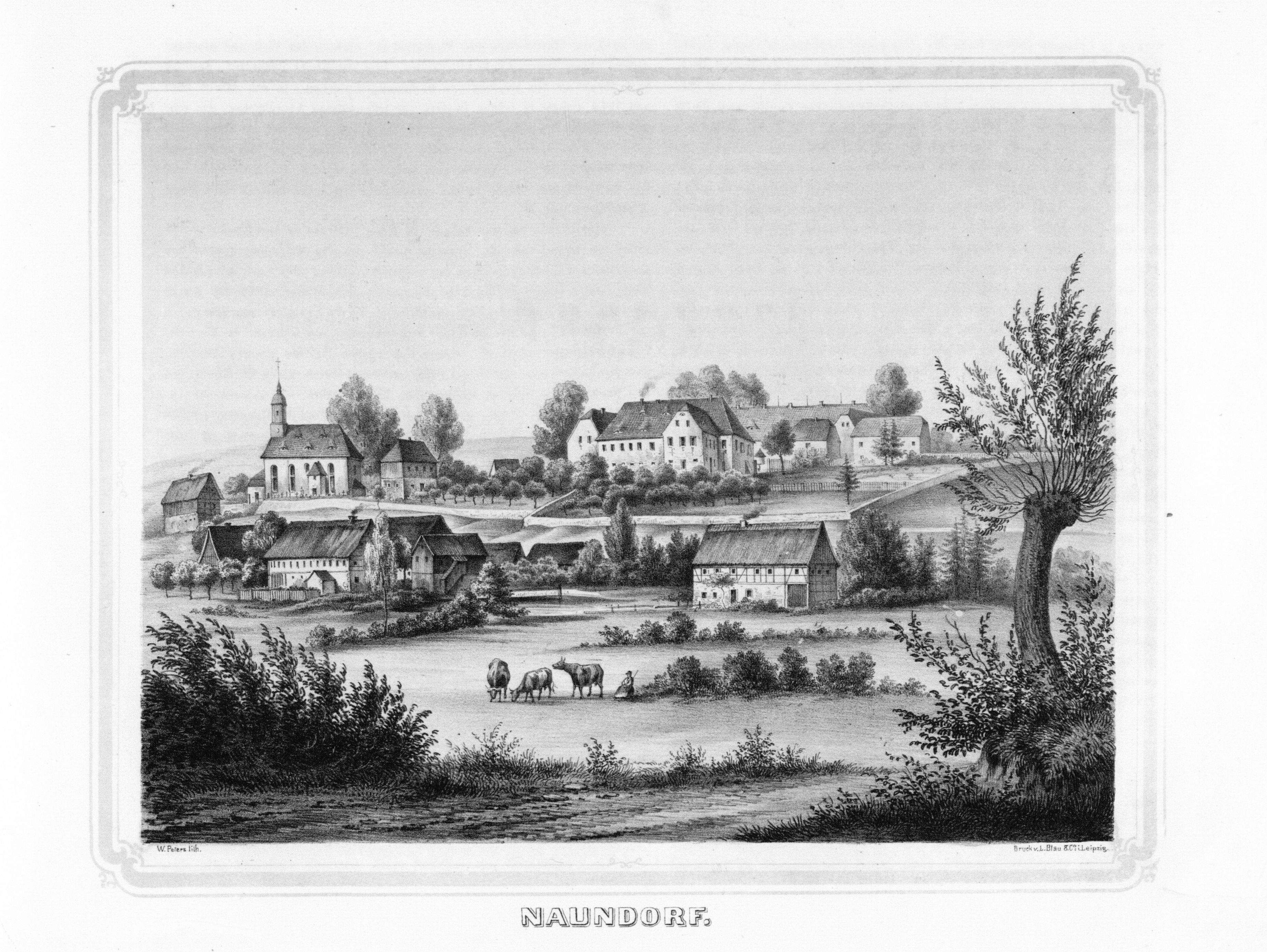
Ortsansicht von Naundorf mit Kirche und Rittergut um 1850

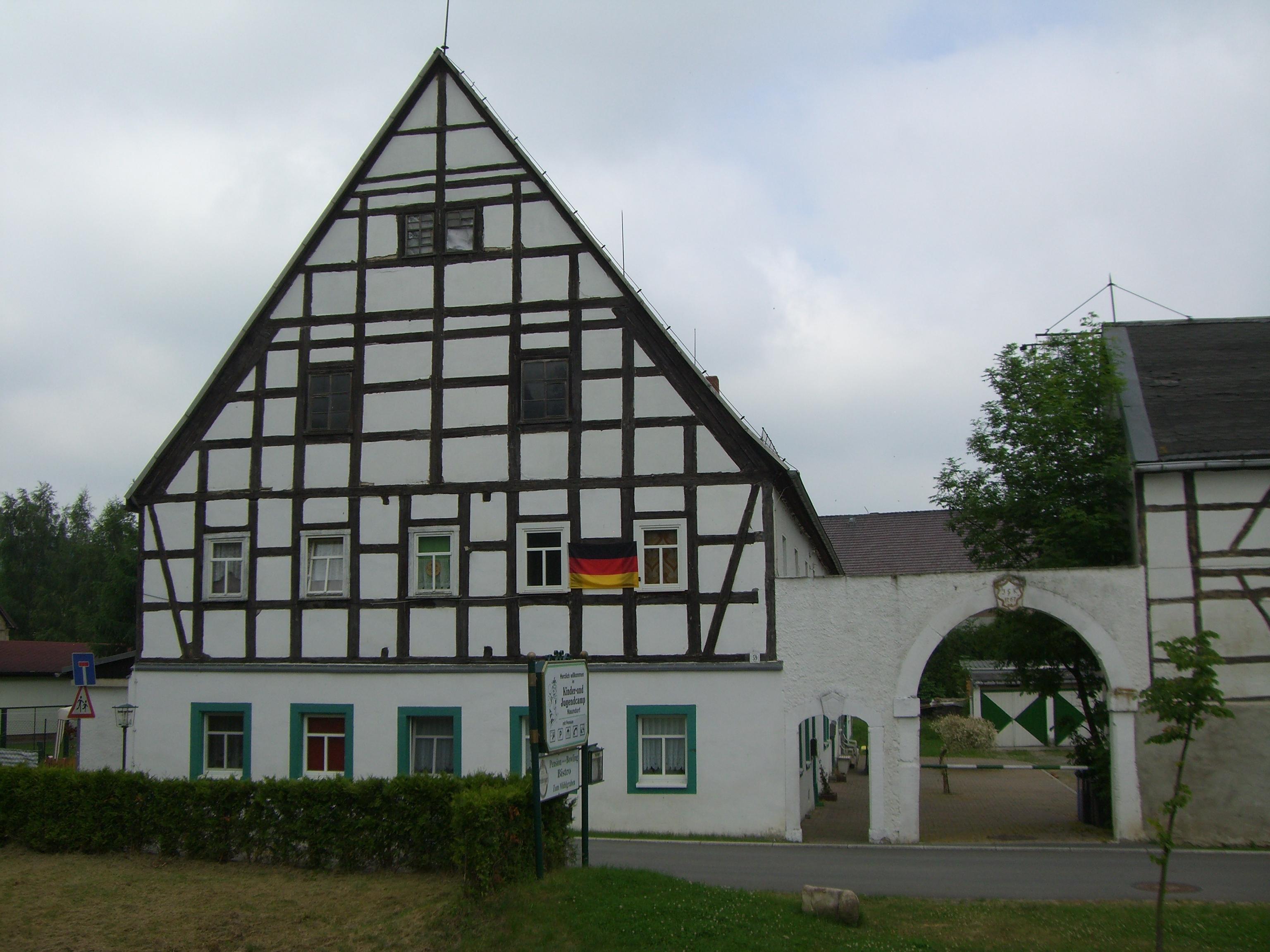
Ehemaliges Erbgericht

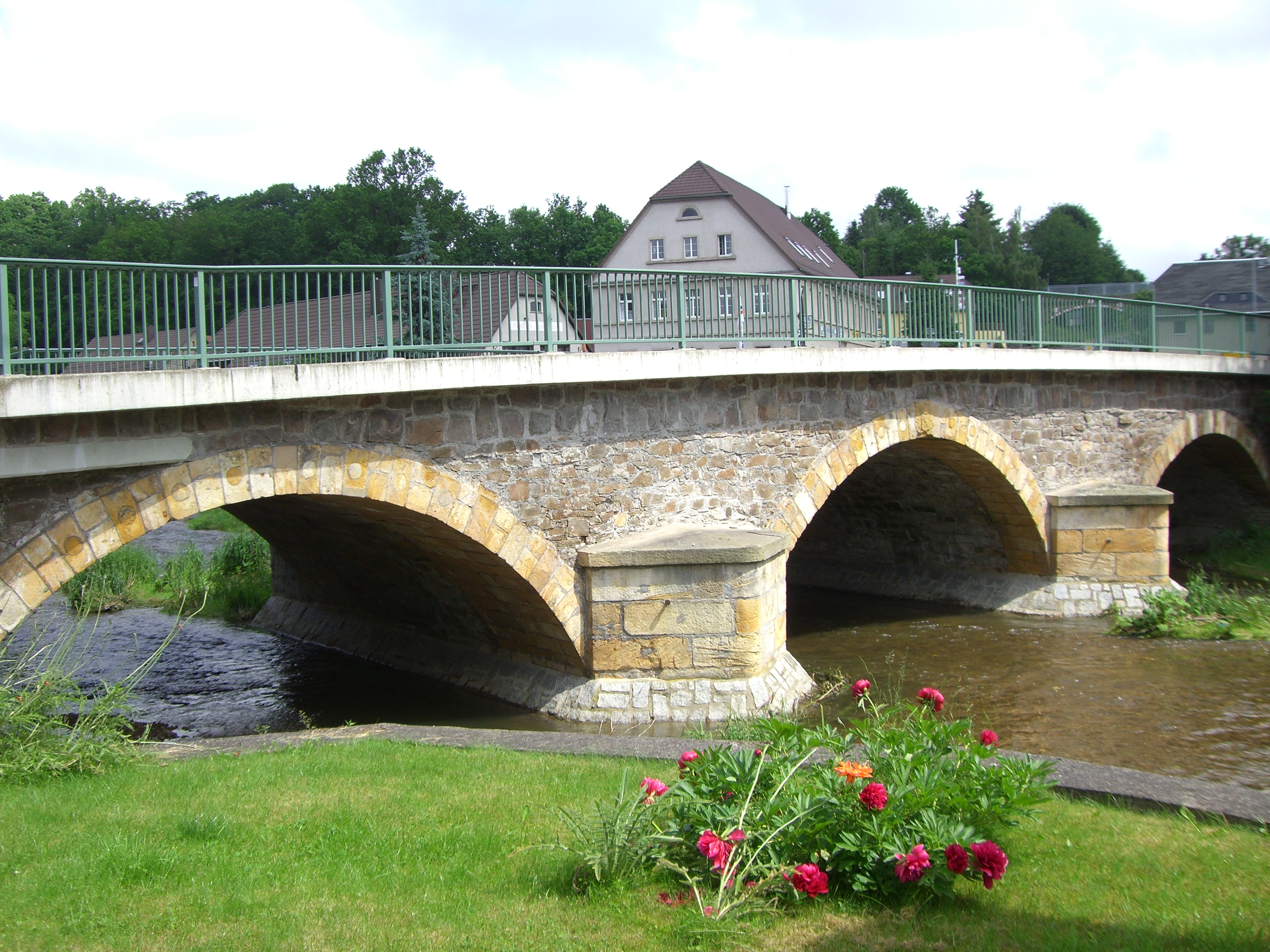
Bobritzschbrücke

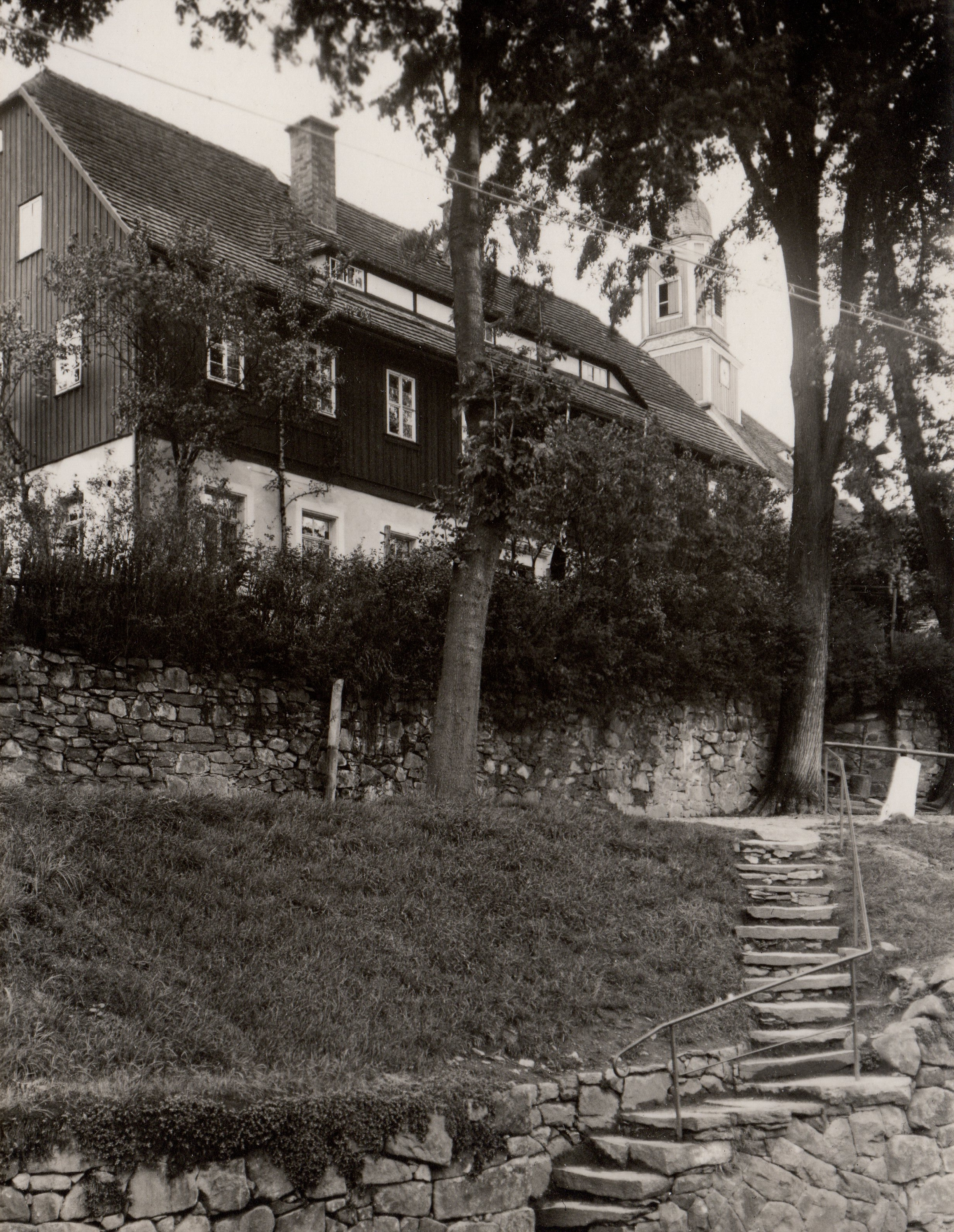
Die Alte Schule, historisch

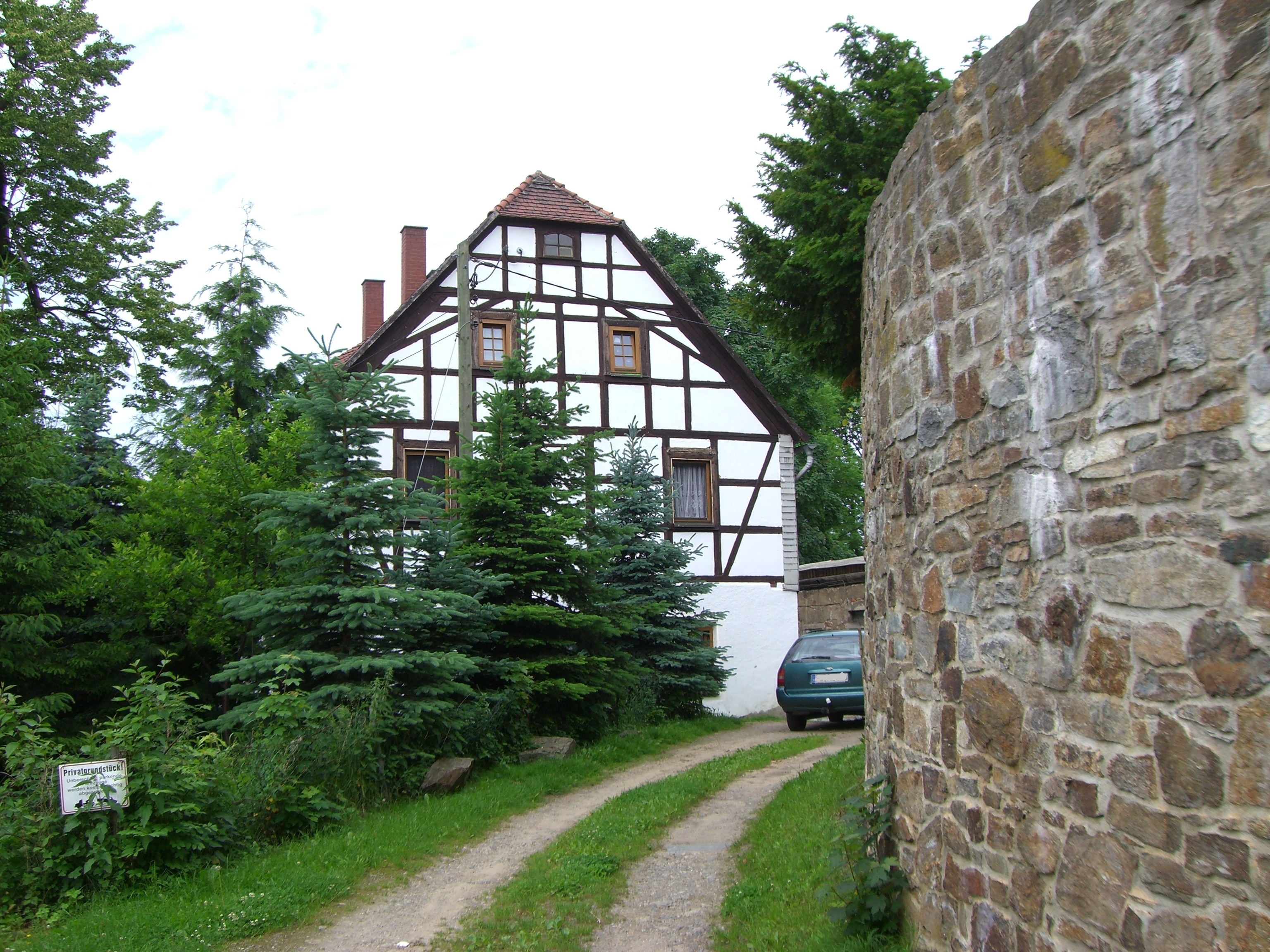
Altes Schulhaus, bezeichnet 1838

Naundorf ist ein Ortsteil der Gemeinde Bobritzsch-Hilbersdorf im Landkreis Mittelsachsen (Freistaat Sachsen). Die Gemeinde Naundorf wurde am 1. März 1994 ein Ortsteil der Gemeinde Bobritzsch, die am 1. Januar 2012 mit Hilbersdorf zur Gemeinde Bobritzsch-Hilbersdorf fusionierte.

## Lage und Verkehr
Naundorf liegt zirka sechs Kilometer nordöstlich der Kreisstadt Freiberg, zwischen Niederschöna und Halsbach beiderseits der Bobritzsch und grenzt an die westliche Seite des Tharandter Waldes. Durch den Ort führt die B 173 von Freiberg nach Dresden. Zudem ist der Ortsteil an das Netz des öffentlichen Personennahverkehrs angeschlossen.

## Geschichte

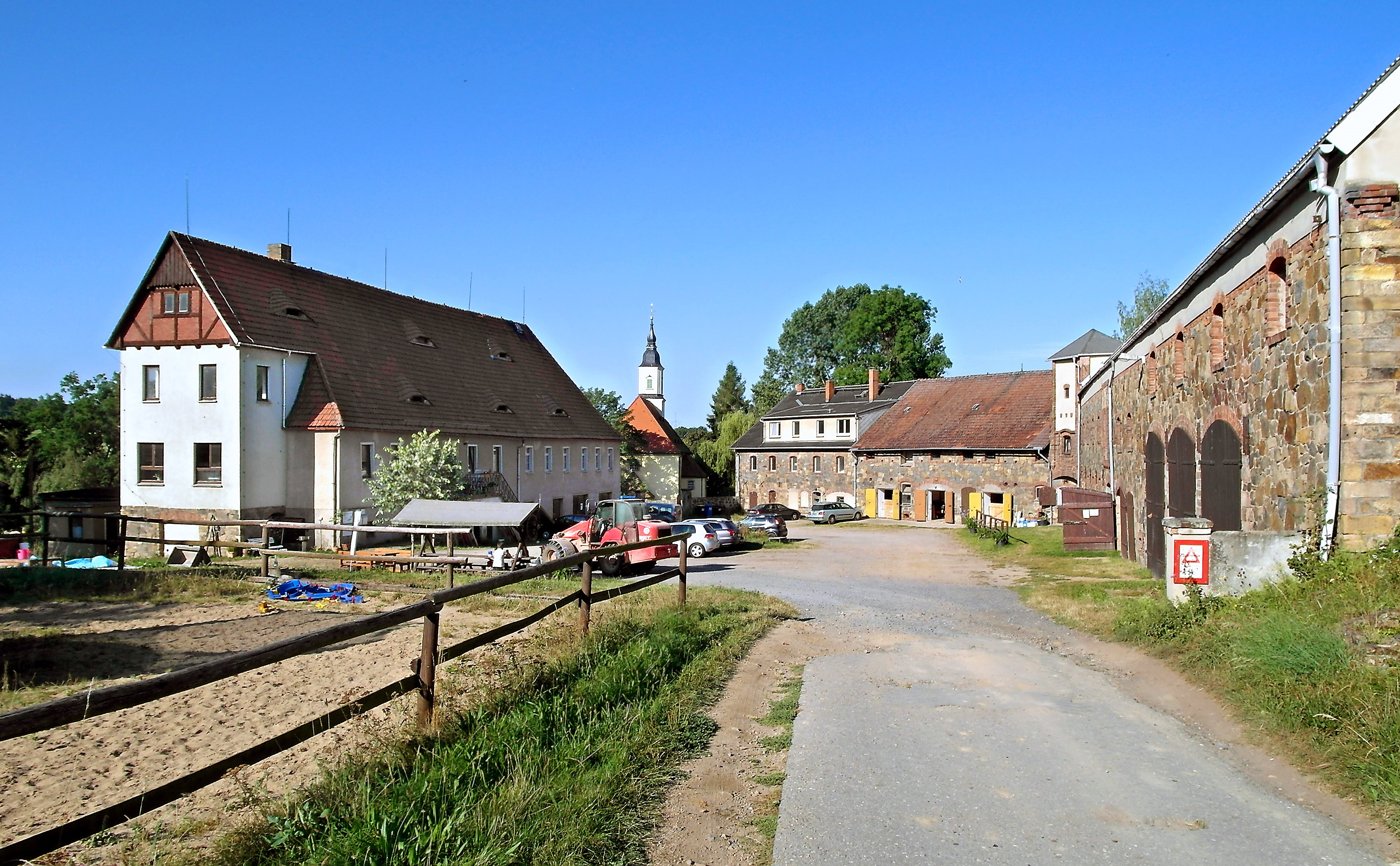
Naundorf, Albertsches Rittergut 2016

Eine erste Ansiedlung Alt-Naundorf wird im benachbarten Tharandter Wald auf der Gemarkung Grillenburg vermutet. Das in der Kolonisationszeit entstandene, heutige Waldhufendorf mit rechtwinklig zur Bobritzsch angelegten Waldhufenstreifen wird 1305 erstmals erwähnt als Nuwendorph.  Weitere historische Ortsnamenformen zwischen 1360 und 1470 sind Nuendorf, Nuwendorf, Newendorff, Nawendorff und bedeutet neues Dorf.
Das Dorf bestand aus drei Gerichtsbezirken, der Amtsgemeinde des Erbgerichtes, dem Albert’schen Rittergut in der Nähe der Kirche und dem Geheege-Rittergut an der Freiberger Straße. Einige Bewohner unterstanden dem Bergamt Freiberg. Die Verwaltung des Dorfes erfolgte 1378 durch das Castrum Freiberg, 1401 wird advocata Tharandt genannt und 1550 bis 1856 das kursächsische bzw. königlich-sächsische Amt Tharandt-Grillenburg. Weitere historische landesherrliche Verwaltungsbezirke waren 1856 das Gerichtsamt Freiberg und nach Trennung von Justiz und Verwaltung 1875 die Amtshauptmannschaft Freiberg.
Durch den Ort führten unter anderem eine historische Salzstraße, der Jakobsweg im Zuge der Frankenstraße, die Silberstraße Scharfenberg – Freiberg, die Poststraße Dresden – Freiberg, sowie der Fürstenweg Dresden–Grillenburg–Freiberg–Augustusburg. Einnahmequellen der Einwohner waren neben der Landwirtschaft auch der Bergbau, der jedoch nur mit mäßigem Erfolg seit Anfang des 16. Jahrhunderts nachweisbar betrieben wurde. Geringe Spuren der Bergbautätigkeit sind noch in der Ortsflur in der Nähe des Colmnitzbaches und des Grundflüssels erhalten. Um 1850 wurde die letzte Grube um Naundorf geschlossen.
Am Buchberg, südwestlich des Ortes befindet sich der alte Steinbruch des ehemaligen VEB Vereinigte Natursteine Zöblitz. Dort in der Nähe wird jetzt im neuen Steinbruch der Naundorf-Bobritzscher Biotitgranit gebrochen.

Ehemaliger Steinbruch
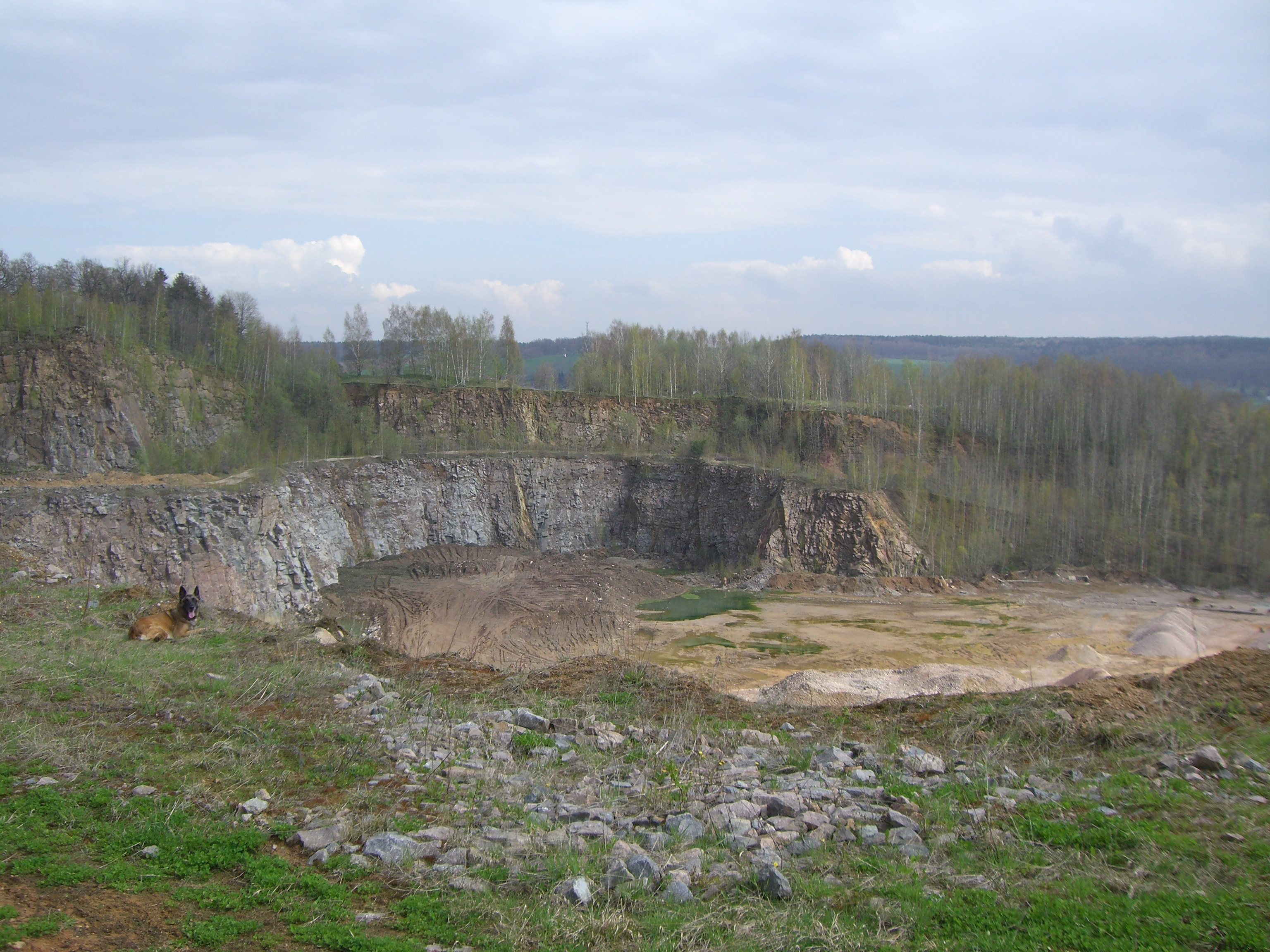
Steinbruch (in Betrieb)

Das ehemalige Erbgericht aus dem Jahr 1765 mit Sandsteinbogen von 1767 gehört zu den bedeutenden Fachwerkbauten im Freiberger Land.
Vom Postkurs (1832–1862) im Zuge der 1828 anstelle des Fürstenweges angelegten Dresden-Freiberger Chaussee, heute Staatsstraße 194, blieb an der Grillenburger Straße ein Königlich-sächsischer Ganzmeilenstein aus der Zeit von 1859 bis 1865 erhalten.
Die 1922 bis 1971 betriebene Schmalspurbahn Klingenberg-Colmnitz–Oberdittmannsdorf hatte einen Bahnhof und einen Haltepunkt in Naundorf. Der Bahndamm ist im Abschnitt Naundorf – Colmnitz im Tharandter Wald als Rad- und Wanderweg ausgebaut.

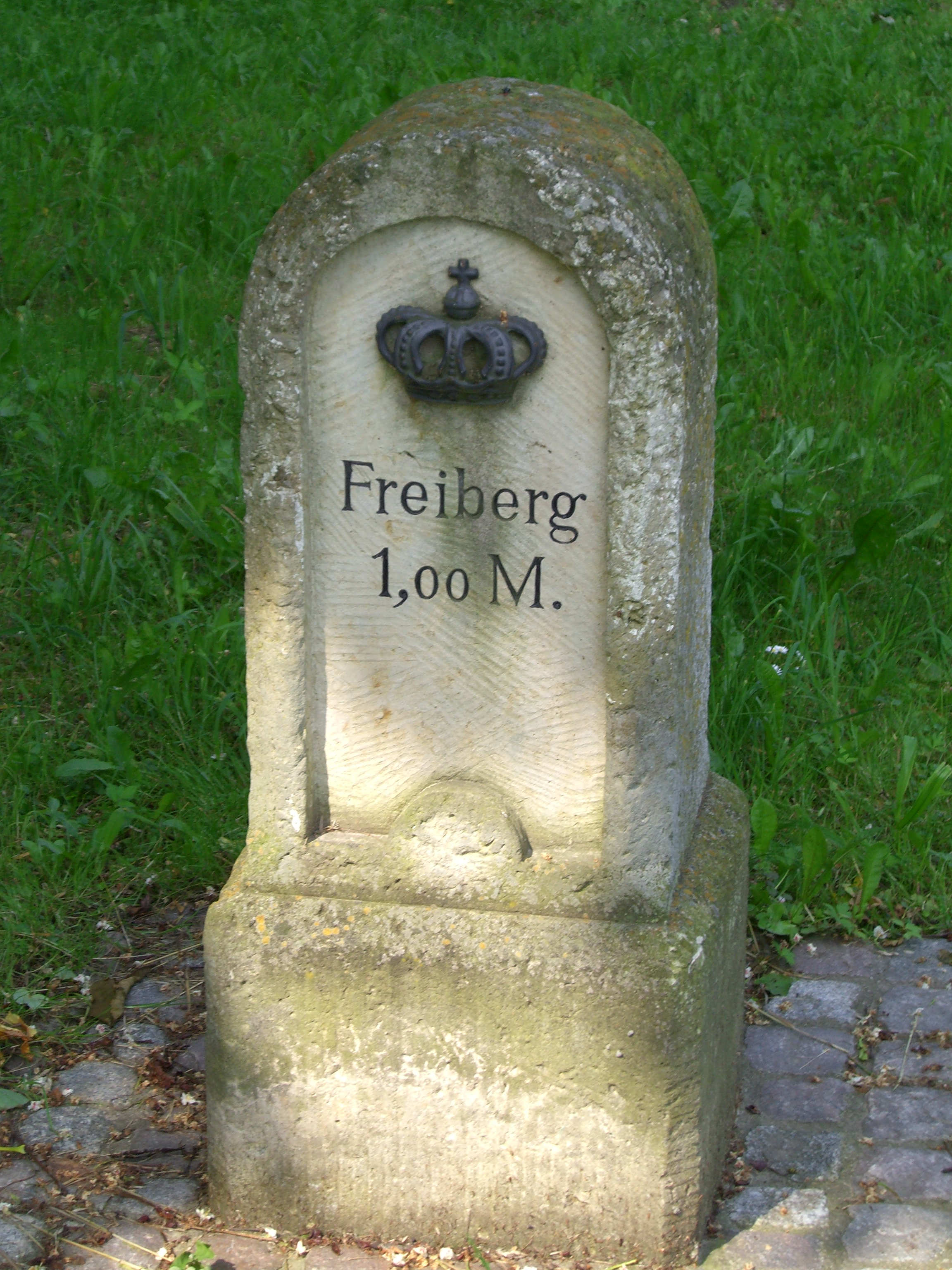
Königlich-sächsischer Ganzmeilenstein an der Grillenburger Straße
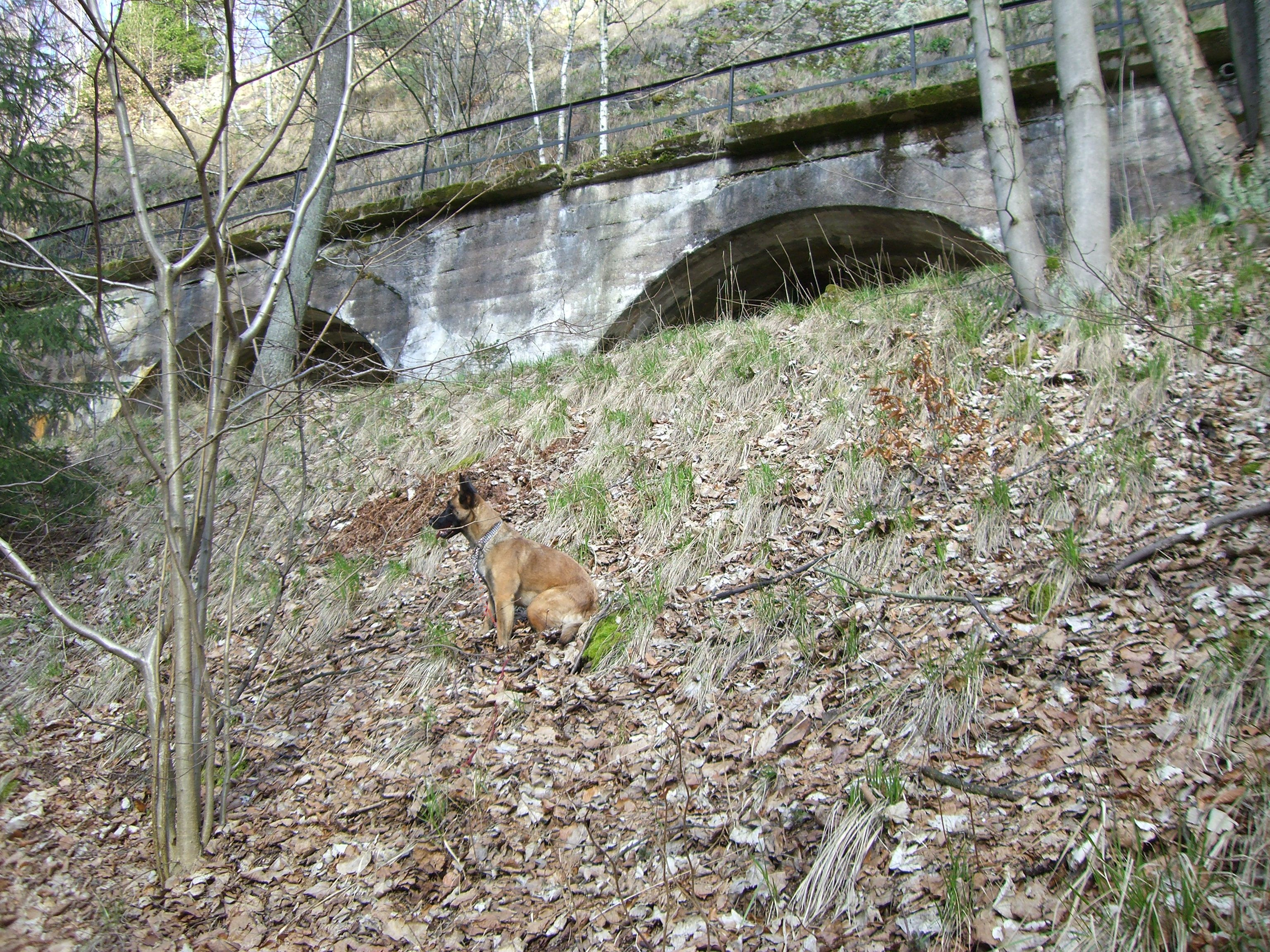
Ehemaliger Kleinbahnstreckenteil Naundorf–Colmnitz im Tharandter Wald
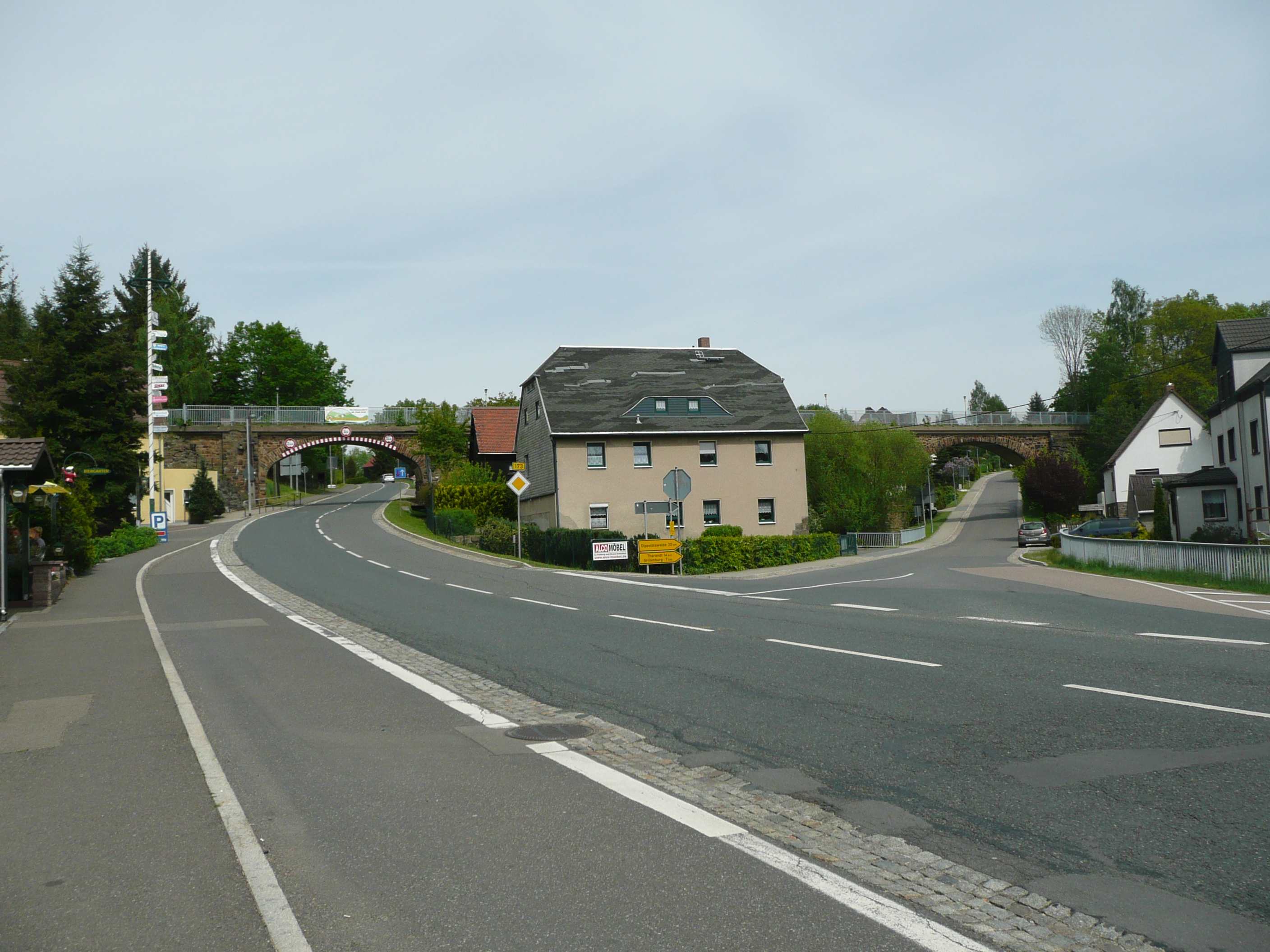
Ehemaliger Eisenbahnviadukt und heutiger Radweg über die Bundesstraße 173

Im Tal des Colmnitzbaches in der Nähe des Erbgerichts befindet sich das 1934 eingeweihte Naundorfer Freibad.
Durch die zweite Kreisreform in der DDR kam die Gemeinde Naundorf im Jahr 1952 zum Kreis Freiberg im Bezirk Chemnitz (1953 in Bezirk Karl-Marx-Stadt umbenannt), der ab 1990 als sächsischer Landkreis Freiberg fortgeführt wurde und 2008 im Landkreis Mittelsachsen aufging.
Am 1. März 1994 schlossen sich die Gemeinden Oberbobritzsch mit Sohra, Niederbobritzsch und Naundorf zur Gemeinde Bobritzsch zusammen. Zum 1. Januar 2012 schlossen sich wiederum die Gemeinden Bobritzsch und Hilbersdorf zur Gemeinde Bobritzsch-Hilbersdorf zusammen, wodurch Naundorf ein Ortsteil dieser neuen Gemeinde wurde.

### Kirche Naundorf
Die Dorfkirche wurde 1783 neu erbaut. Sie hat einen flachgedeckten Saal mit umlaufender zweigeschossiger Empore, einem Holzaltar von 1784 und ein Sandsteintaufbecken. Bei der Errichtung der Kirche wurde in die Außenwand der Grabstein eines Naundorfer Fuhrmanns aus dem Jahr 1580 mit bildlicher Darstellung eingefügt und 2011 in das Innere der Kirche umgesetzt.
An der Stützmauer vor der Kirche befindet sich ein als Sühnekreuz bezeichnetes Sandsteinkreuz mit eingeritztem Spieß. Das Steinkreuz befand sich in der Außenwand der ersten Schule von 1676 auf dem Pfarrlehen und wurde nach Abbruch des Gebäudes 2008 am jetzigen Ort aufgestellt.

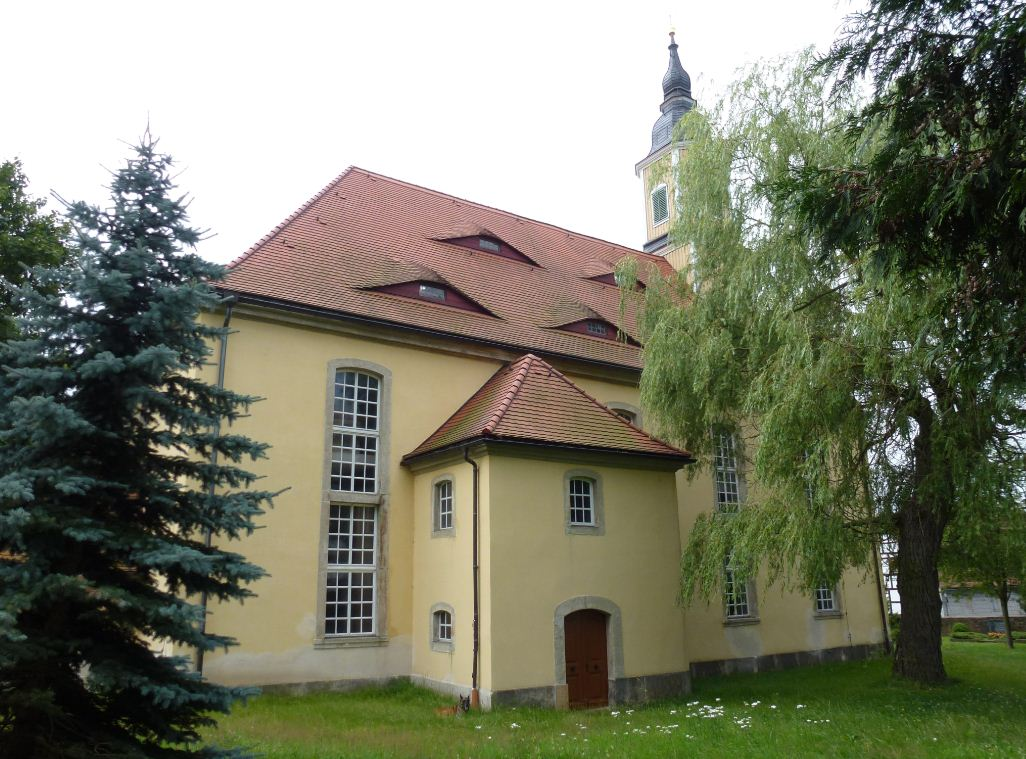
Kirche Naundorf, Blick vom Friedhof
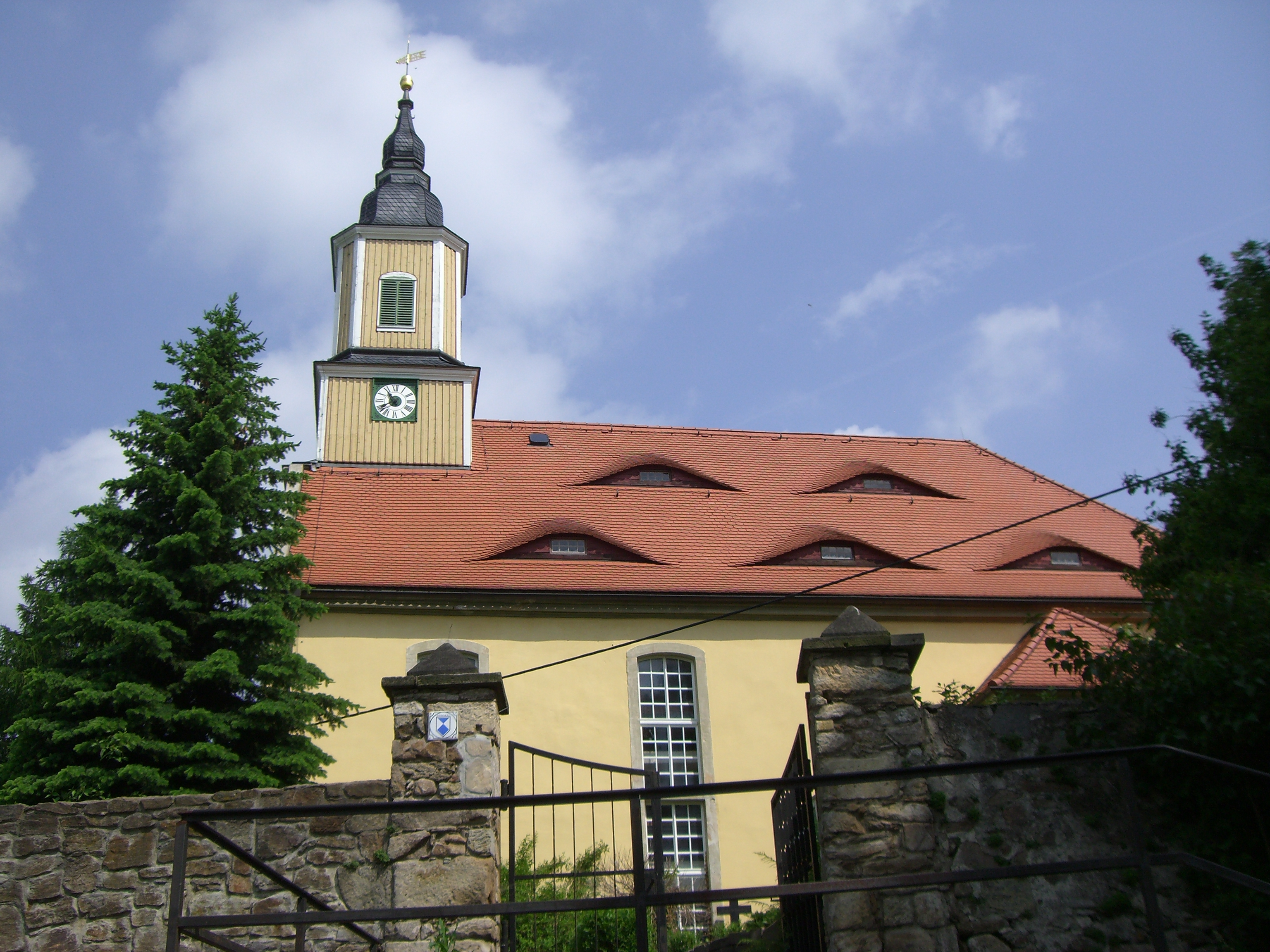
Südseite der Kirche
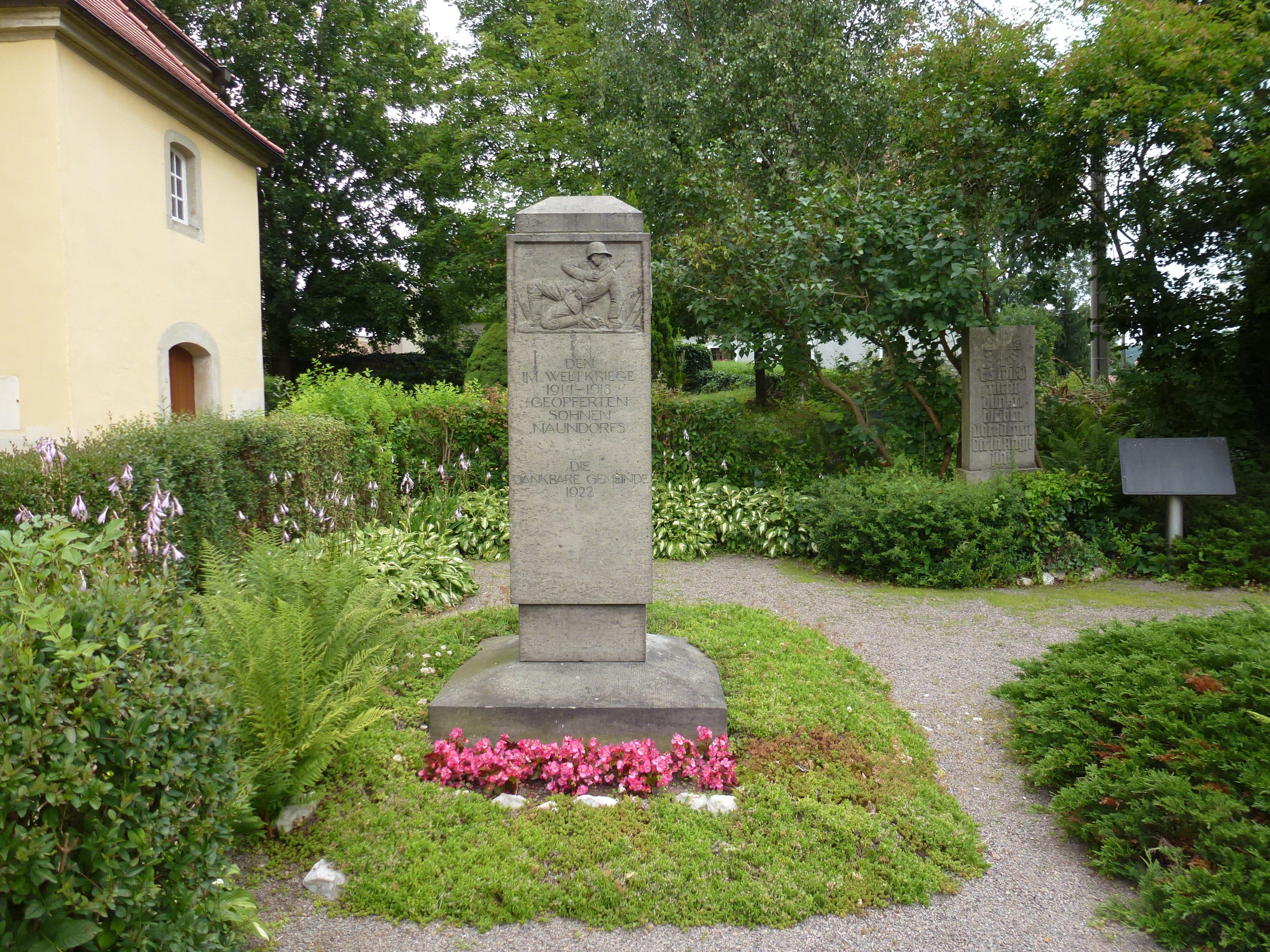
Denkmäler für die Toten beider Weltkriege
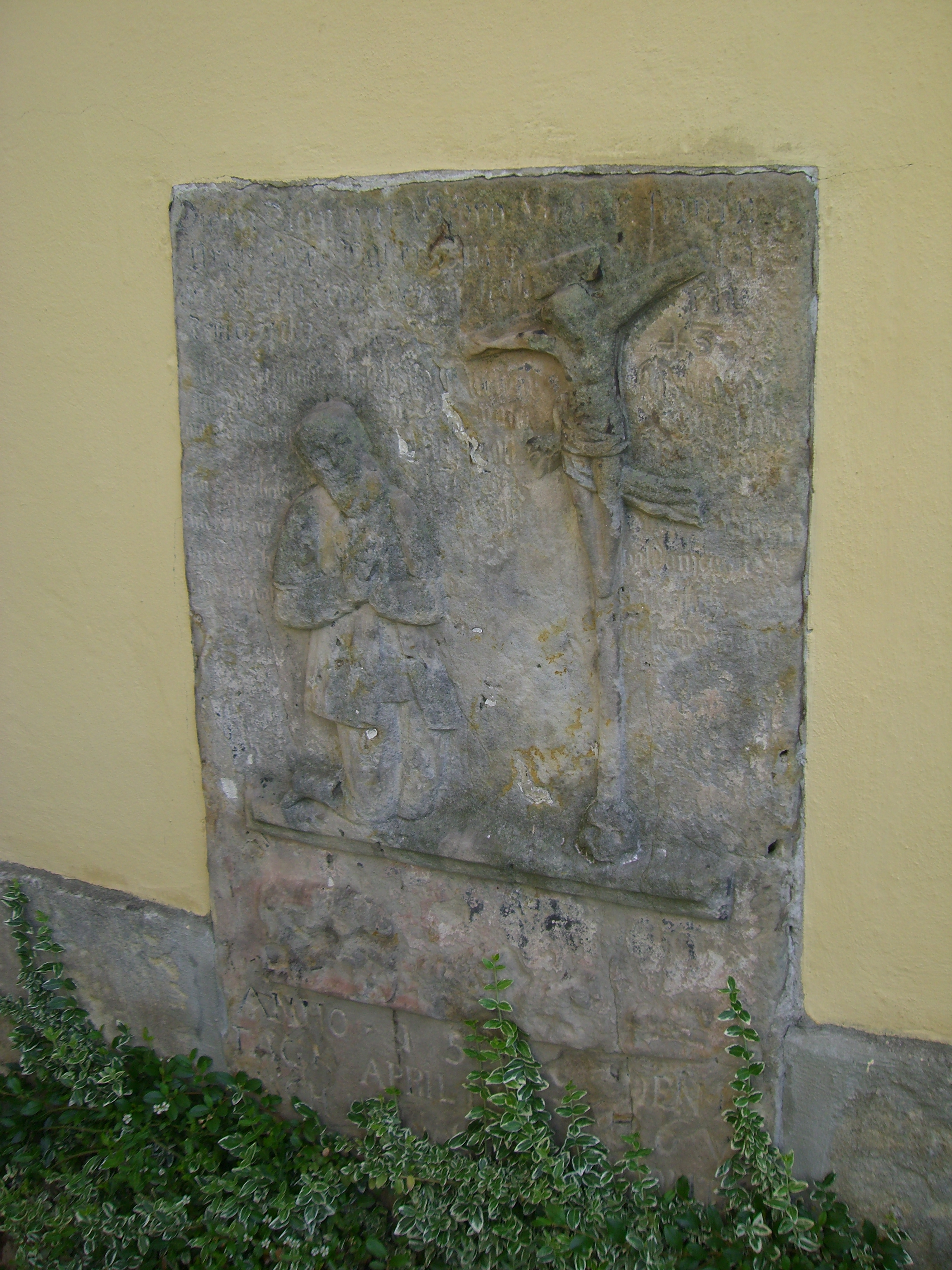
Grabplatte eines Fuhrmannes von 1580 (bis 2011 in der Außenwand der Kirche)
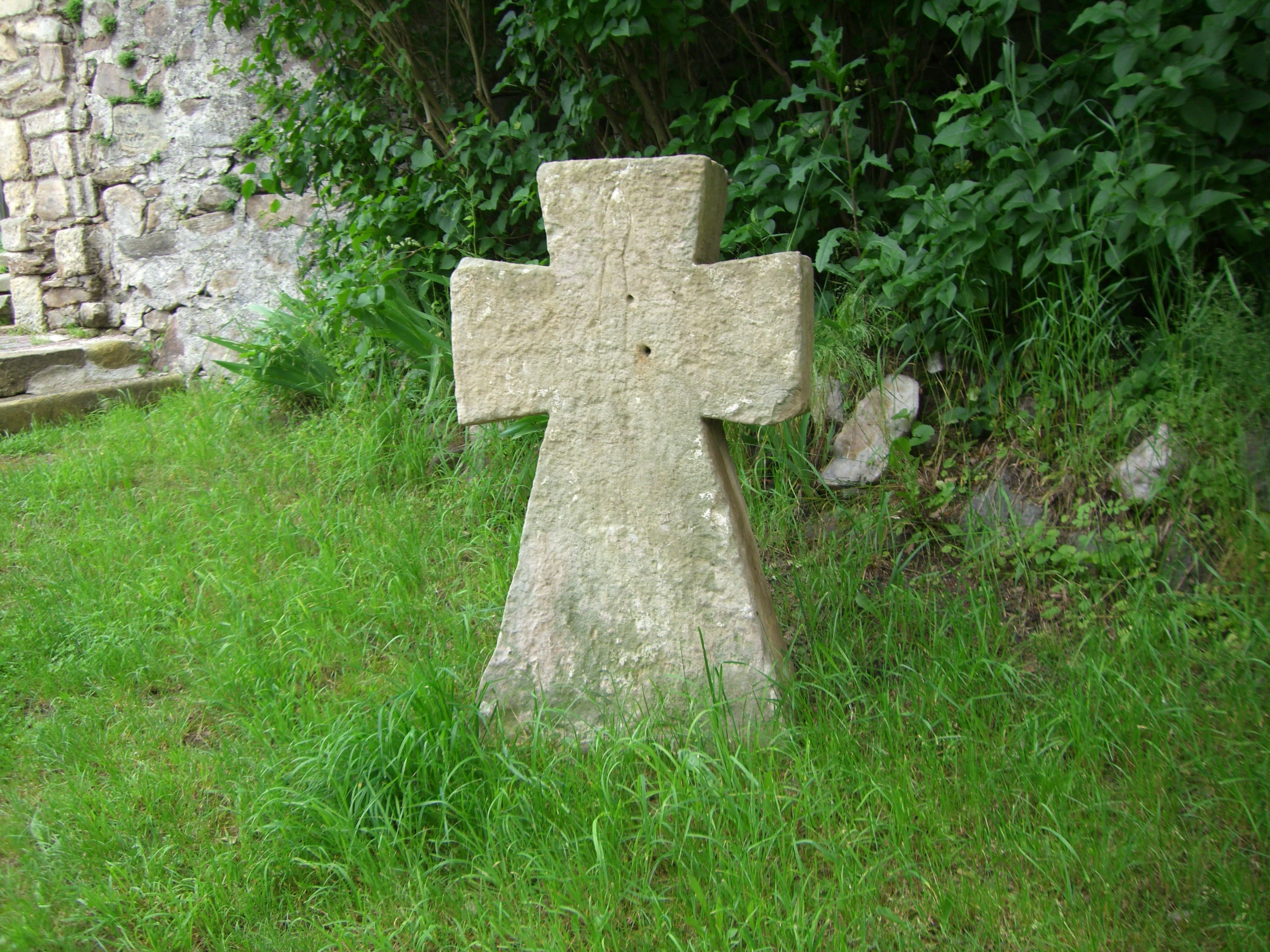
Sühnekreuz vor der Kirche (ist nahezu identisch mit dem Steinkreuz in Conradsdorf – vgl. Bilder)

### Entwicklung der Einwohnerzahl
1551: 23 besessene Mann, 22 Gärtner, 88 Inwohner
1764: 17 besessene Mann, 20 Gärtner, 29 Häusler
| 1834 bis 1925 - 1834: 1531 - 1871: 1027 - 1890: 1553 - 1910: 1408 - 1925: 1474 | 1939 bis 1990 - 1939: 1474 - 1946: 1637 - 1950: 1692 - 1964: 1634 - 1990: 1124 |

Der Zusammenschluss als Landgemeinde Bobritzsch erfolgte 1994 mit Niederbobritzsch und Oberbobritzsch sowie Sohra. Mit Auflösung der Gemeinde Bobritzsch kam Naundorf am 1. Januar 2012 zur Gemeinde Bobritzsch-Hilbersdorf.